# Жажда любви (фильм, 1966)
«Жажда любви» (яп. 愛の渇き, ай но каваки; англ. I Am Waiting) — японский чёрно-белый фильм-драма режиссёра Корэёси Курахары. Фильм снят по одноимённому роману Юкио Мисимы в 1966 году. В тот же год состоялась его мировая премьера на Международном кинофестивале в Локарно, однако волюнтаристским решением руководства кинокомпании «Никкацу» выпуск фильма в национальный прокат был задержан на год. Режиссёр картины в знак протеста покинул компанию.

## Сюжет
Молодая красивая вдова Эцуко после смерти мужа от тифа сожительствует со своим свёкром. Они живут в большом родовом поместье в сельской местности. Как бы ни была отвратительна ситуация в которой оказалась эта красивая женщина, тем не менее её вполне устраивает подобный расклад. Другие члены семьи являются рабами хозяина дома, Эцуко же повелевает им. Но жажда любви влечёт её к молодому садовнику Сабуро. Он же держит с ней дистанцию. Как с купленными ей для него носками, которые он выбросил. Они для него слишком хороши. И хозяйка также — не для него. Сабуро встречается со служанкой Миэ, которая от него забеременела. Разгневанная от ревности Эцуко приложила все усилия, чтобы их разлучить. Одержимость молодым человеком становится всё более разрушительной и неустойчивой, всё более затягивая Эцуко в водоворот внутренней борьбы с её отчаянными попытками привлечь к себе молодого человека.

## В ролях
- Рурико Асаока — Эцуко
- Нобуо Накамура — Якити Сугимото
- Акира Яманаути — Кэнсукэ
- Юко Кусуноки — Тиэко
- Тэцуо Исидатэ — Сабуро, садовник
- Титосэ Куронаи — Миё, горничная
- Ёко Одзоно — Асако
- Дзюнко Синами — Нобуко
- Такаюки Ивама — Нацуо

## Премьеры
- — мировая премьера фильма состоялась 31 июля 1966 года в рамках конкурсного показа на МКФ в Локарно (Швейцария)[1].
- — премьера в Японии — 18 февраля 1967 года в Токио[1][2].